# شاپرک ماه
شاپرک ماه (نام علمی: Actias luna) نام یک گونه از سرده شاپرک‌های ماه آسیایی-آمریکایی است.